# Visby stad
Denna artikel handlar om den tidigare kommunen Visby stad. För orten, se Visby.
Visby stad var en stad och kommun i Gotlands län.

## Administrativ historik
Först 1203 omtalas Visby för första gången i bevarat skriftligt källmaterial. Det är Henrik av Lettland som i sin krönika nämner "Wysby". Namnet måste emellertid ha betydligt längre relevans bakåt, vilket inte minst syns av att ”Wysby” i samma källa nämns som en ”civitas”, d.v.s. en stor stad. Det bekräftas också av att Visbyrådet, med ett tyskt och ett gutniskt råd kan beläggas redan omkring år 1231. 
Staden blev en egen kommun, enligt Förordning om kommunalstyrelse i stad (SFS 1862:14) 1 januari 1863, då Sveriges kommunsystem infördes. Staden inkorporerade 1936 Visby landskommun och uppgick 1971 i den då nybildade Gotlands kommun.
1 januari 2016 inrättades distriktet Visby domkyrkodistrikt, med samma omfattning som Visby domkyrkoförsamling hade 1999/2000, och vari detta område ingår.
Staden hade till 1962 en egen jurisdiktion och rådhusrätt för att därefter ingå i Gotlands domsaga och Gotlands domsagas tingslag.
Staden tillhörde Visby församling (Visby stadsförsamling från 1822 till 1936).

### Sockenkod
För registrerade fornfynd med mera så återfinns staden inom ett område definierat av sockenkod 0976 som motsvarar den omfattning staden hade kring 1950 vilken då också innefattade Visby socken.

## Stadsvapnet
Blasonering: I rött fält en agnus dei av silver med blå beväring, därest dylik skall komma till användning, och gloria av guld, bärande på en korsstång av guld en fana av silver, vari ett rött kors, och åtföljd av en framför lammet stående kalk av guld, i vilken blod av guld sprutar.
Vapnet fastställdes 1943.

## Geografi
Visby stad omfattade den 1 januari 1952 en areal av 36,32 km², varav allt land.

### Tätorter i staden 1960
I Visby stad fanns tätorten Visby, som hade 15 022 invånare den 1 november 1960. Tätortsgraden i staden var då 96,1 procent.

## Näringsliv
Vid folkräkningen den 31 december 1950 var stadens förvärvsarbetande befolkning (6 487 personer) uppdelad på följande sätt:
- 1 931 personer (29,8 procent) jobbade med industri och hantverk.
- 1 652 personer (25,5 procent) med offentliga tjänster m.m.
- 1 600 personer (24,7 procent) med handel.
- 759 personer (11,7 procent) med samfärdsel.
- 257 personer (4,0 procent) med husligt arbete.
- 199 personer (3,1 procent) med jordbruk med binäringar.
- 89 personer (1,4 procent) med ospecificerad verksamhet.

## Befolkningsutveckling
| Befolkningsutvecklingen i Visby stad 1780–1970                                                           | Befolkningsutvecklingen i Visby stad 1780–1970 | Befolkningsutvecklingen i Visby stad 1780–1970 | Befolkningsutvecklingen i Visby stad 1780–1970 | Befolkningsutvecklingen i Visby stad 1780–1970 |
| --- | ---------------------------------------------- | ---------------------------------------------- | ---------------------------------------------- | ---------------------------------------------- |
| |                                                |                                                |                                                |                                                |
| År |                                                |                                                | Folkmängd                                      |                                                |
| 1780 | 1780                                           |                                                | 4 291                                          |                                                |
| 1790 | 1790                                           |                                                | 3 937                                          |                                                |
| 1800 | 1800                                           |                                                | 3 730                                          |                                                |
| 1810 | 1810                                           |                                                | 3 577                                          |                                                |
| 1820 | 1820                                           |                                                | 3 767                                          |                                                |
| 1830 | 1830                                           |                                                | 4 058                                          |                                                |
| 1840 | 1840                                           |                                                | 4 157                                          |                                                |
| 1850 | 1850                                           |                                                | 4 502                                          |                                                |
| 1860 | 1860                                           |                                                | 5 443                                          |                                                |
| 1870 | 1870                                           |                                                | 6 167                                          |                                                |
| 1880 | 1880                                           |                                                | 6 922                                          |                                                |
| 1890 | 1890                                           |                                                | 7 102                                          |                                                |
| 1900 | 1900                                           |                                                | 8 376                                          |                                                |
| 1910 | 1910                                           |                                                | 9 961                                          |                                                |
| 1920 | 1920                                           |                                                | 9 324                                          |                                                |
| 1930 | 1930                                           |                                                | 10 467                                         |                                                |
| 1940 | 1940                                           |                                                | 12 505                                         |                                                |
| 1950 | 1950                                           |                                                | 14 770                                         |                                                |
| 1960 | 1960                                           |                                                | 15 597                                         |                                                |
| 1970 | 1970                                           |                                                | 19 668                                         |                                                |
| Anm: Källor: Umeå universitet - Tabellverket 1749-1859, Demografiska databasen, CEDAR, Umeå universitet. |                                                |                                                |                                                |                                                |

## Politik

### Andrakammarval 1952-1968
| Parti          | 1952  | 1956  | 1958  | 1960  | 1964  | 1968  |
| -------------- | ----- | ----- | ----- | ----- | ----- | ----- |
| H              | 26,0  | 25,5  | 27,7  | 25,3  | 21,8  | 18,0  |
| C              | 2,9   | 2,2   | 5,7   | 9,8   | *     | *     |
| F              | 21,8  | 23,6  | 16,0  | 12,9  | *     | *     |
| KDS            | *     | *     | *     | *     | *     | 0,3   |
| MP             | *     | *     | *     | *     | 24,8  | 27,9  |
| S              | 49,3  | 47,8  | 50,6  | 51,3  | 53,4  | 53,8  |
| VPK            | 0,0   | 0,9   | *     | 0,7   | *     | *     |
| Giltiga röster | 7 125 | 7 521 | 6 986 | 7 964 | 8 046 | 9 784 |

### Mandatfördelning i valen 1919–1966
| 10 | 4 | 16 |

| 30 |

| 10 | 4 | 16 |

| 30 |

| 11 | 2 | 17 |

| 29 |

| 10 | 2 | 18 |

| 29 |

| 14 |  | 15 |

| 29 |

| 14 | 2 | 14 |

| 29 |

| 18 | 2 | 10 |

| 28 |

| 16 | 2 | 12 |

| 28 |

| 16 | 2 | 12 |

| 28 |

| 19 | 7 | 9 |

| 33 |

| 18 | 7 | 10 |

| 29 | 6 |

| 18 | 3 | 4 | 10 |

| 31 |

| 19 | 3 | 5 | 8 |

| 31 |

| 16 | 5 | 6 | 8 |

| 29 | 6 |